# نيكولاي ليون
نيكولاي ليون (بالرومانية: Nicolae Leon)‏ هو أحيائي روماني، ولد في 1862، وتوفي في 1931.